# Eucera punctatissima
Eucera punctatissima là một loài Hymenoptera trong họ Apidae. Loài này được Pérez mô tả khoa học năm 1895.